# (2295) Matusovskij
(2295) Matusovskij es un asteroide perteneciente al cinturón de asteroides, descubierto el 19 de agosto de 1977 por Nikolái Stepánovich Chernyj desde el Observatorio Astrofísico de Crimea (República de Crimea).

## Designación y nombre
Designado provisionalmente como 1977 QD1. Fue nombrado Matusovskij en honor al poeta y compositor ruso-soviético Mijaíl Lvóvich Matusovski.